# Павсилип
Павсилип (лат. Pausilypos — утоляющий страдания) — священномученик древней Церкви, пострадавший при древнеримском императоре Адриане (117—138).
По доносу язычников Павсилип, живший в то время, когда Евтропийскою провинциею управлял префект Луций, был схвачен и приведен на суд к императору, перед которым бесстрашно объявил себя христианином. Был избит железными палками и предан в руки правителя Преция, который долго старался склонить мученика принести жертву идолам. Павсилип был непреклонен, и правитель, не преуспевший в своих стараниях, велел заключить его в оковы, усечь мечём и повелел вести его на казнь. По дороге святой Павсилип горячо молился, чтобы Господь избавил его от рук палачей и послал скорую смерть. Господь услышал его: мученик, избитый и ослабевший, почувствовал такую силу, что разорвал железные оковы и убежал от своих стражей. Те бросились за ним, но святой Павсилип на бегу скончался. Тогда пришли христиане и с почестями, воспевая псалмы и священные песнопения, торжественно похоронили святое тело его.